# 钱叶用
钱叶用（1964年—），男，安徽枞阳人，笔名婴草、钱与，致公党党员，中华人民共和国政治人物、作家。

## 生平
1984年毕业于安徽师范大学中文系，1987年进修于南京大学作家班。1998年加入中国作家协会。历任安徽人民出版社、安徽省委讲师团办公室、安徽少儿出版社文学室编辑，新华社安徽分社文化中心主任、总编辑，新华社安徽分社供稿中心主任，副编审，中国致公出版社执行总编辑，编审，联合国教科文组织《信使》月刊执行主编。现任致公党中央宣传部部长。

## 作品
著有诗集《一个孩童的旅程》、《积木城的太阳》，散文集《十二只黑天鹅》，诗选集《南中国诗草》等。《积木城的太阳》获全国教育图书一等奖、中国冰心儿童图书奖。